# Félicia Ballanger
Félicia Michele Sylviane Ballanger, po mężu Vetu (ur. 12 czerwca 1971 w La Roche-sur-Yon) – francuska kolarka torowa, trzykrotna złota medalistka olimpijska oraz jedenastokrotna medalistka mistrzostw świata.
Specjalizowała się w sprincie na 1 km i wyścigu na 500 metrów. W 1996 w Atlancie została mistrzynią olimpijską w sprincie, cztery lata później obroniła tytuł oraz dołożyła złoto na 500 m. Pięciokrotnie była mistrzem świata w sprincie (1995, 1996, 1997, 1998, 1999), tyle samo razy triumfowała na 500 metrów (1995, 1996, 1997, 1998, 1999).
Jej trenerem był m.in. Daniel Morelon.

## Starty olimpijskie (medale)
Atlanta 1996
- 1 km sprint – złoto

Sydney 2000
- 1 km sprint, 500 m na czas – złoto